# Aeropuerto de Porto Santo
El Aeropuerto de Porto Santo (en portugués: Aeroporto do Porto Santo) (IATA: PXO, OACI: LPPS), está situado a 1 km de Vila Baleira, en la isla de Porto Santo, en la Región Autónoma de Madeira (Portugal).

## Aerolíneas y destinos

### Destinos nacionales
| Ciudades           | Aeropuerto                                 | Aerolíneas                                                    | Aeronaves     | Frecuencias semanales |
| Portugal           | Portugal                                   | Portugal                                                      | Portugal      | Portugal              |
| ------------------ | ------------------------------------------ | ------------------------------------------------------------- | ------------- | --------------------- |
| Madeira            |                                            |                                                               |               |                       |
| Funchal            | Aeropuerto de Funchal                      | Binter Canarias                                               |               |                       |
| Distrito de Lisboa |                                            |                                                               |               |                       |
| Lisboa             | Aeropuerto de Lisboa                       | easyJet Europe (Estacional) TAP Air Portugal (Estacional)     | A3xx          |                       |
| Distrito de Oporto |                                            |                                                               |               |                       |
| Oporto             | Aeropuerto de Oporto-Francisco Sá Carneiro | Air Horizont (Chárter Estacional) easyJet Europe (Estacional) | B737-400 A3xx |                       |